# Freddie Gibbs
Freddie Gibbs   (Gary, 28 de juny de 1982) és un raper estatunidenc. Va signar amb la discogràfica CTE World de Young Jeezy el 2011, i va publicar una sèrie de mixtapes a través del segell discogràfic, inclosa la seva aclamada Baby Face Killa (2012).

## Trajectòria
Després de deixar CTE World a principis de 2013, Gibbs va formar el seu propi segell ESGN, homònim del seu àlbum d'estudi de debut publicat el juny d'aquell any. El seu segon i tercer àlbums, Shadow of a Doubt (2015) i You Only Live 2wice (2017), van tenir una recepció crítica favorable i comercial moderada. El seu quart àlbum, Freddie (2018) va rebre el reconeixement de la crítica, mentre que el seu cinquè àlbum, Soul Sold Separately (2022) va ser publicat per Warner Records i va assolir el número 11 del Billboard 200. A més, ha publicat quatre discos en col·laboració: dos amb Madlib (com a MadGibbs): Piñata (2014) i Bandana (2019); i dos amb The Alchemist: Fetti (2018, també amb Currensy) i Alfredo (2020), que va rebre una nominació al millor àlbum de rap als 63ns Premis Grammy. La seva aparició com a convidat a la cançó de 2024 de Kanye West i Ty Dolla Sign, «Back to Me», va assolir el número 26 del Billboard Hot 100.
Els crítics han reconegut la capacitat tècnica de Gibbs per a rapejar i la seva diversitat estilística. Matthew Ramírez de NPR l'ha considerat com «l'etern tècnic», i Tshepo Mokoena de The Guardian el va caracteritzar com «un raper de rap clàssic» i va afirmar que «quan es tracta de tècnica i versatilitat, et pot deixar sense alè». Va aparèixer a les bandes sonores dels videojocs Max Payne 3, NBA 2K12, Sleeping Dogs i Grand Theft Auto V.
Gibbs ha enumerat Scarface, DMX, Tupac Shakur, Jay-Z, Nas, Bone Thugs-N-Harmony, Geto Boys, UGK, Three 6 Mafia, Outkast, Raekwon, Eminem, Twista, Ice Cube, Noreaga, Juvenile, De La Soul, Kool G Rap, Black Thought, Mos Def, Jeezy i Ol' Dirty Bastard com algunes de les seves influències. Gibbs ha afirmat també que tot i que no és un seguidor de la religió organitzada, s'identifica com a musulmà, considerant-ho «una relació personal entre Déu i jo mateix».

## Discografia
Àlbums d'estudi
- ESGN (2013)
- Shadow of a Doubt (2015)
- You Only Live 2wice (2017)
- Freddie (2018)
- $oul $old $eparately (2022)

Àlbums en col·laboració
- Piñata amb Madlib (2014)
- Fetti amb Curren$y i The Alchemist (2018)
- Bandana amb Madlib (2019)
- Alfredo amb The Alchemist (2020)